# Зяблицкий, Виктор Васильевич
Ви́ктор Васи́льевич Зя́блицкий (21 октября (3 ноября) 1898, село Кожино Гороховецкого района Ивановской области — 12 ноября 1974, Архангельск) — методист-математик, автор работ по методике преподавания и истории математики (в частности, о жизни и деятельности  Магницкого Леонтия Филипповича), а также нескольких задачников по арифметике.

## Биография
Родился в семье телеграфиста железнодорожной станции Владимир. Мать была домохозяйкой. Детство, отрочество и юность провёл во Владимире. Уже в молодости проявилась страсть В. В. Зяблицкого к наукам и искусствам (в совершенстве играл на многих музыкальных инструментах, выступал как певец-тенор в сопровождении симфонического оркестра, отлично рисовал, пробовал свои силы в литературе). Женился на племяннице известного писателя-народника Златовратского Николая Николаевича — Ольге Ивановне Златовратской. Дети: Маргарита Викторовна (в замужестве — Сыромля, 1924) и Лев Викторович (1926).
Учеба в реальном училище (окончил в 1918) во многом предопределила последующий интерес В. В. Зяблицкого к точным наукам, к математике. После окончания в 1923 году математического отделения Владимирского Практического Института Народного Образования (ныне — Владимирский государственный гуманитарный университет) работал преподавателем математики и методики математики в различных учебных заведениях Владимира и Коврова, Ивановской области. Переломная революционная эпоха позволила в динамике проследить развитие системы математического образования в России. В. В. Зяблицкий в полной мере воспринял высокие образовательные стандарты дореволюционной школы, сумел не просто сохранить и воспроизвести их, но и творчески развить в постреволюционную эпоху. Именно тогда проявились незаурядные организаторские способности В. В. Зяблицкого, активно занимавшегося просветительской и организационно-методической работой. Делом его жизни стала методика преподавания математики, основывающаяся, в том числе, и на собственном богатом педагогическом опыте. В. В. Зяблицкий никогда не увлекался разного рода сокращениями и упрощениями курсов точных наук, но напротив, неизменно пытался показать всю сложность, внутреннюю неисчерпаемость и красоту математики, преподнесённой учащимся в увлекательной форме. Математика в трактовке В. В. Зяблицкого, оставаясь «царицей наук», становилась и занимательной, и практически полезной, и незаменимой в деле самоусовершенствования человека.
В 1933 году В. В. Зяблицкий окончил аспирантуру по кафедре методики математики Ленинградского государственного педагогического института им. А. И. Герцена (ныне — Российский государственный педагогический университет им. А.И. Герцена). Готовил диссертацию «Иррациональные числа в средней школе», но защитить не успел: в начале Великой Отечественной войны ушёл добровольцем на фронт из Калининского государственного педагогического института (ныне — Тверской государственный университет), где в то время работал старшим преподавателем кафедры математики. Участвовал в боевых действиях на передовой. Награждён двумя орденами Красной Звезды и многочисленными медалями. После второго тяжёлого ранения был уволен в запас (1943). 
Поступил на работу старшим преподавателем математики Калининского суворовского военного училища (ныне — Тверское суворовское военное училище). В период становления училища (учреждено в 1943 году) руководил в нём постановкой преподавания математики.
В. В. Зяблицкий на протяжении всей своей научно-педагогической деятельности активно внедрял новые формы и методы преподавания математики, выступал как популяризатор науки (кибернетики и вычислительной техники), чему способствовало личное знакомство с лауреатом Нобелевской премии по физике Черенковым Павлом Алексеевичем, академиком  Маркушевичем Алексеем Ивановичем. Поддерживал постоянную связь и с родной ему кафедрой математики Калининского пединститута (заведующий — профессор Брадис Владимир Модестович). За свою жизнь воспитал несколько поколений учеников: школьных учителей и вузовских преподавателей, военачальников и офицеров советской армии, дипломатов и государственных деятелей.
В последние годы жизни выступал с многочисленными, в том числе краеведческими, статьями в «Калининской правде», ряде центральных газет и журналов. Систематизировал личный архив и внушительную домашнюю библиотеку — несколько десятков тысяч книг по различным отраслям знания (в первую очередь, по математике), издававшихся в России, Англии, Франции и Германии на протяжении нескольких веков.

## Награды

### Ордена
- Орден Красной Звезды № 2822450
- Орден Красной Звезды № 3131573

### Медали
- За боевые заслуги
- За оборону Москвы (1944)
- За оборону Ленинграда (№ АБ 81566, 1945)
- За победу над Германией в Великой Отечественной войне 1941—1945 гг. (1945)
- За доблестный труд в Великой Отечественной войне 1941—1945 гг. (1946)
- 30 лет Советской Армии и Флота (1948)
- В память 250-летия Ленинграда (1958)
- За безупречную службу (1959)
- 40 лет Вооружённых Сил СССР (1959)
- Двадцать лет победы в Великой Отечественной войне 1941—1945 гг. (1966)
- Пятьдесят лет Вооруженных Сил СССР (1968)

## Сочинения
1. Зяблицкий В. В. — Учись считать и измерять (рабочая книга по математике для второго года обучения в сельских школах Ивановской промышленной области): Москва—Иваново-Вознесенск: ОГИЗ, 1931. — 153 с.
2. Зяблицкий В. В. — Учебная книга по математике (для 2-го года обучения сельской школы ИПО): Москва—Иваново: ОГИЗ, 1932. — 96 с.
3. Зяблицкий В. В. — Школа юных математиков в городе Калинине в кн.: Ученые записки Калининского государственного педагогического института имени М. И. Калинина, кафедра математики, том 37 (В помощь учителю математики): Калинин, 1963.
4. Зяблицкий В. В., Балашова К. А. — Леонтий Филиппович Магницкий (300 лет). Калинин: Калининское городское отделение Всероссийского общества охраны памятников истории и культуры, Калининская областная Библиотека имени А. М. Горького, 1969. — 11 с.
5. Зяблицкий В. В. — Математическая олимпиада в гор. Калинине. — Успехи математических наук, 1952, № 1.
6. Зяблицкий В. В. — «Арифметика» Магницкого. — Калининская правда, 1953, 13 января.
7. Зяблицкий В. В. — Светоч математики. — Калининская правда, 1968, 18 сентября.